# Гай Юлий Юл (военный трибун)
Гай Юлий Юл (лат. Gaius Iulius Iulus; умер в 392 году до н. э.) — римский политический деятель из патрицианского рода Юлиев, военный трибун с консульской властью 408 и 405 годов до н. э. Согласно консульским фастам, он был сыном Спурия Юлия и внуком Вописка Юлия Юла, консула 473 года до н. э.
В 408 году до н. э. коллегами Гая Юлия по трибунату были Публий Корнелий Рутил Косс и Гай Сервилий Структ Агала. Перед лицом военных приготовлений вольсков и эквов сенат решил назначить диктатора; Юлий и Корнелий были очень уязвлены этим решением и оказали ему сопротивление, но безуспешно. В 405 году до н. э. Гай Юлий был одним из шести военных трибунов, начавших осаду Вейй.
В 393 году Гай Юлий стал цензором. Он умер спустя год, и это стало причиной для единственного в истории должности назначения цензора-суффекта — Марка Корнелия Малугинского.